# Lough Owel
Der Lough Owel (irisch Loch Uail) ist ein etwa 10,2 km²  großer, mesotropher Süßwassersee mit geringem Nährstoffgehalt und mäßiger Produktivität westlich der N4, nördlich von Mullingar im County Westmeath in Irland.
Es ist ein kalkhaltiger Quellsee, sein klares Wasser hat einen hohen pH-Wert. Er hat eine maximale Tiefe von 21 Metern. Das Wasser des Sees speist den 146 km langen Royal Canal, der Irland von Dublin zum Shannon durchquert. Die Stadt Mullingar wird ebenfalls mit seinem Wasser versorgt.
Im See liegen vier Inseln, darunter als größte Church Island.